# Malaysian Open 2011
BMW Malaysian Open 2011 — тенісний турнір, що проходив на відкритих кортах з твердим покриттям. Це був другий за ліком Malaysian Open and was an International tournament в рамках Туру WTA 2011. This was also be the first edition of the tournament to be sponsored by BMW. The tournament took place from 28 лютого to 6 березня Bukit Kiara Equestrian and Country Resort. 

## Учасниці

### Сіяні пари
| Країна    | Гравчиня           | Рейтинг1 | Сіяна |
| --------- | ------------------ | -------- | ----- |
| Італія    | Франческа Ск'явоне | 5        | 1     |
| Франція   | Маріон Бартолі     | 18       | 2     |
| Росія     | Аліса Клейбанова   | 20       | 3     |
| Австралія | Ярміла Грот        | 31       | 4     |
| Чехія     | Луціє Шафарова     | 35       | 5     |
| Японія    | Моріта Аюмі        | 48       | 6     |
| Японія    | Кіміко Дате        | 53       | 7     |
| Сербія    | Бояна Йовановські  | 55       | 8     |

- 1 Рейтинг подано станом на 21 лютого 2011.

### Інші учасниці
Нижче наведено учасниць, які отримали вайлд-кард на участь в основній сітці:
- Ярміла Грот
- Уршуля Радванська
- Франческа Ск'явоне

Нижче наведено гравчинь, які пробились в основну сітку через стадію кваліфікації:
- Анна Кремер
- Лу Цзінцзін
- Тетяна Лужанська
- Сунь Шеннань

## Переможниці та фіналістки

### Одиночний розряд
Єлена Докич —  Луціє Шафарова, 2–6, 7–6(11–9), 6–4.
- Для Докич це був перший титул за сезон, and the sixth of her career. It was her first title since winning Birmingham in 2002.

### Парний розряд
Дінара Сафіна /  Галина Воскобоєва —  Ноппаван Летчівакарн /  Джессіка Мур, 7–5, 2–6, [10–5].